# Bambusa ventricosa
Bambusa ventricosa Mc Clure, 1938 è una specie di bambù della famiglia delle Poaceae diffusa nella Cina meridionale (Guangdong) e in Vietnam.
È usata come bonsai.